# كأس أوغندا 1995
كأس أوغندا 1995 (بالإنجليزية: 1995 Uganda Cup)‏ هو موسم من كأس أوغندا. فاز فيه نادي إكسبريس.